# Winds of Plague
Winds of Plague — метал-гурт з Каліфорнії, заснований 2002 року. Відомий як один з небагатьох колективів котрий у своїй творчості вдало поєднує дезкор та симфонічні елементи.

## Дискографія
| Назва альбому       | Дата релізу      | Лейбл         |
| ------------------- | ---------------- | ------------- |
| A Cold Day in Hell  | Червень 19, 2005 | Recorse       |
| Decimate the Weak   | Лютий 05, 2008   | Century Media |
| The Great Stone War | Серпень 11, 2009 | Century Media |
| Against the World   | Квітень 19, 2011 | Century Media |
| Resistance          | Жовтень 29, 2013 | Century Media |
| Blood of My Enemy   | Жовтень 27, 2017 | Century Media |

## Відеографія
| Назва                  | Дата релізу      | Альбом            |
| ---------------------- | ---------------- | ----------------- |
| The Impaler            | Липень 30, 2008  | Decimate The Weak |
| Drop the Match         | Травень 19, 2011 | Against The World |
| California             | Червень 28, 2011 | Against The World |
| Refined In Fire        | Жовтень 20, 2011 | Against The World |
| Open The Gates Of Hell | Жовтень 02, 2013 | Resistance        |